# پریتنون
پریتنون (از peri-: در اطراف، tenon: تاندون) بافت پیوندی اطراف تاندون است. التهاب پریتنون «پری‌تندینیت» یا «پریتنونیت» نامیده می‌شود. اگرچه تاندون آشیل فاقد غلاف سینوویال است، اما در عوض دارای پریتنون است که عملکرد مشابهی دارد.

## ساختار
پریتنون از ۳ لایه تشکیل شده‌است: جداری، احشایی و مزوتنون در بین آنها قرار دارد.

## عملکرد
پری تنون در کنار عروق محل اتصال تاندون عضله در پروگزیمال و عروق پریوست در دیستال، کار خون‌رسانی به تاندون آشیل را انجام می‌دهد. یک ناحیه نسبتاً بدون عروق در ۲–۶ سانتی‌متری پروگزیمال به محل اتصال آن به پاشنه وجود دارد که «حوضه آبخیز watershed area تاندو آشیل» نامیده می‌شود. خونرسانی این ناحیه عمدتاً از پریتنون، به ویژه عروق مزوتنون قدامی است.